# Jerzy Owerczuk
Jerzy Antoni Owerczuk (ur. 12 czerwca 1959 w Warszawie, zm. 18 grudnia 2005 tamże) – polski zapaśnik, wielokrotny reprezentant Polski w stylu wolnym kategorii 100 kg i 130 kg, dwukrotny Mistrz Polski (1984, 1993), wicemistrz Polski (1982, 1983, 1988) i brązowy medalista MP (1986, 1990, 1991). Przez całą karierę sportową związany z klubem WKS Gwardia Warszawa. Absolwent AWF, judoka, instruktor mieszanych sztuk walki. Członek kadry Polski, która w wyniku bojkotu imprezy przez Związek Radziecki nie wystąpiła na Igrzyskach Olimpijskich w Los Angeles 1984. W 2000 roku odznaczony Srebrnym Krzyżem Zasługi przez Prezydenta RP Aleksandra Kwaśniewskiego.